# Neodiplostomum intermedium
Neodiplostomum intermedium är en plattmaskart. Neodiplostomum intermedium ingår i släktet Neodiplostomum och familjen Diplostomatidae. Inga underarter finns listade i Catalogue of Life.